# Масуси Оути
Масуси Оути (на японски: 大内仁; роден на 29 септември 1943 г. в Корияма, починал на 6 юни 2011 г. в Токио) е японски щангист и треньор.
Световен шампион, азиатски шампион, олимпийски вицешампион. По време на кариерата си поставя 10 световни рекорда в различни категории тегло.
След спортната кариера работи като треньор.
Член е на японския Съюз по вдигане на тежести.